# Andrea Kurth
Andrea Kurth (n. 30 septembrie 1957, Breitenbrunn/Erzgebirge, Saxonia, Germania) este o canotoare ce a reprezentat Republica Democrată Germană, medaliată olimpică. A participat la o ediție a Jocurilor Olimpice (1976) în care a câștigat o medalie de aur.

## Participări
Lista de mai jos prezintă principalele competiții la care a participat Andrea Kurth de-a lungul carierei.
- rowing at the 1976 Summer Olympics – women's coxed four[*][5]